# Richard Mulligan
Richard Mulligan (ur. 13 listopada 1932 w Nowym Jorku, zm. 26 września 2000 w Los Angeles) – amerykański aktor filmowy i telewizyjny. Został uhonorowany nagrodą Złotego Globu i dwukrotnie nagrodą Emmy, a także otrzymał dwukrotnie nominację do nagrody Złotego Globu i trzykrotnie do nagrody Emmy. Od 3 września 1993 posiada również swoją gwiazdę na Hollywoodzkiej Alei Gwiazd.

## Życiorys
Urodził się w Nowym Jorku jako syn policjanta Jamesa Mulligana. Miał dwóch braci: Roberta (1925-2008) i Jamesa. Początkowo był studentem dramaturgii na Uniwersytecie Columbia. Następnie rozpoczął karierę aktorską w teatrze regionalnym, a wkrótce potem zadebiutował na Broadwayu w uhonorowanej nagrodą Pulitzera sztuce All the Way Home. Oprócz kontynuacji kariery w Broadwayu, Mulligan z powodzeniem ujawnił swój talent komediowy w telewizji i filmie.
Na dużym ekranie pojawił się w takich filmach jak Mały Wielki Człowiek (Little Big Man, 1970), Harvey (1972) i Atomowy autobus (The Big Bus, 1976), Nauczyciele (Teachers, 1984) i Facet z nieba (The Heavenly Kid, 1985). Występował także w komediach Blake’a Edwardsa, w tym S.O.B. (1981), Niezły bajzel (A Fine Mess, 1986), Micki & Maude (1984) i Na tropie Różowej Pantery (Trail of the Pink Panther, 1982). Mulligan wystąpił w wielu gościnnych rolach telewizyjnych. Rola Burta Campbella w nietuzinkowej komedii Witt-Thomas-Harris Soap (1977) przyniosła mu pierwszą nagrodę Emmy.
Zagrał także w dramacie wojennym ABC Pueblo (1973) z Halem Holbrookiem, sitcomie ABC Reggie (1983) jako Reggie Potter, telewizyjnym westernie CBS Pokerzystka Alicja (Poker Alice, 1987) z Elizabeth Taylor i komedii fantasy NBC Guess Who’s Coming for Christmas? (1990) z Beau Bridgesem.
Był cztery razy żonaty. W 1954 poznał Patricię Jones. Pobrali się w 1955. Mają syna Jamesa (ur. 1983). Jednak w 1960 doszło do rozwodu. Od 3 stycznia 1966 do 1973 jego żoną była Joan Hackett. Od 25 czerwca 1978 do 1990 był w związku małżeńskim z Lenore Stevens. W 1991 spotykał się z gwiazdą porno Rachel Ryan. Pobrali się 27 kwietnia 1992, ale w 1993 rozwiedli.
Zmarł 26 września 2000 w Los Angeles w wieku 67 lat na raka jelita grubego.

## Filmografia

### Filmy fabularne
- 1963: Romans z nieznajomym jako Louie
- 1964: Czarne i białe jako Joe Cullen
- 1970: Mały Wielki Człowiek (Little Big Man) jako George Custer
- 1972: Harvey (TV) jako dr Lyman Sanderson
- 1976: Atomowy autobus (The Big Bus) jako Claude Crane
- 1979: Łowcy rupieci (Scavenger Hunt) jako Marvin Dummitz
- 1981: S.O.B. jako Felix Farmer
- 1982: Na tropie Różowej Pantery (Trail of the Pink Panther) jako ojciec Clouseau'a
- 1984: Nauczyciele (Teachers) jako Herbert Gower
- 1984: Pulpety II (Meatballs Part II) jako trener Giddy
- 1985: Facet z nieba (The Heavenly Kid) jako Rafferty
- 1988: Oliver i spółka (Oliver & Company) jako Einstein (głos)
- 1997: Rozgadana farma (Dog’s Best Friend, TV) jako Fred

### Seriale TV
- 1950: Armstrong Circle Theatre
- 1967: Gunsmoke jako Jud Pryor
- 1967: Mannix jako dr Bob Adams
- 1969: I Dream of Jeannie jako Wingate
- 1971: Bonanza jako dr Mark Sloan / Farley
- 1976: Domek na prerii jako Granville Whipple
- 1976: Aniołki Charliego jako Kevin St. Clair
- 1977: Statek miłości jako Ron Larsen
- 1978: Statek miłości jako Mark Littlejohn
- 1986: Strefa mroku jako Ernie Ross
- 1986: Autostrada do nieba jako Jeb Basinger
- 1988–1989: Złotka jako dr Harry Weston
- 1993: The John Larroquette Show jako Richard Hemingway
- 1997: Bobry w akcji jako stary Gramps (głos)
- 2001: Hej Arnold! jako Jimmy Kafka (głos)